# Dragomir Cioroslan
Dragomir Cioroslan, né le 15 mai 1954 à Cluj-Napoca (Roumanie), est un haltérophile roumain.

## Carrière
Il obtient la médaille de bronze olympique en 1984 à Los Angeles en moins de 75 kg ainsi qu'une médaille de bronze aux Championnats du monde d'haltérophilie de 1984.